# Achlya
Achlya es un género de protistas de aspecto fungoide (Oomicetes) de la familia Saprolegniaceae. Algunas especies de este género son heterotálicos, los sexos se encuentran en individuos diferentes, por lo cual necesitan dos individuos compatibles para producir esporas sexuales.
A diferencia de la saprolegnia, este parásito se manifiesta en una forma plana y algunas veces con tono brillante, es muy difícil encontrar aspecto algodonoso, el resto de los síntomas es idéntico al de los casos de saprolegnia.
Es una enfermedad común de la industria de la acuicultura, en el sur de Chile algunas pisciculturas especialmente de salmón se ven afectadas por esta enfermedad.
- Datos: Q3489113
- Multimedia: Achlya (Saprolegniaceae) / Q3489113
- Especies: Achlya (Saprolegniaceae)